# Christophe Boyadjian
Pour les articles homonymes, voir Boyadjian.
Christophe Boyadjian, né le 21 février 1957 à Gap, est un patineur artistique français, triple médaillé de bronze aux championnats de France de 1973, 1976 et 1978.

## Biographie
Christophe Boyadjian naît le 21 février 1957 à Gap d'un père arménien originaire d'Ankara et d'une mère cévenole fille de pasteur.

### Carrière sportive
Christophe Boyadjian s'entraîne à la patinoire de Coubertin d'Amiens. Il est triple médaillé de bronze aux championnats de France de 1973 à Strasbourg (derrière Jacques Mrozek et Pascal Delorme), 1976 à Asnières-sur-Seine (derrière Jean-Christophe Simond et Gilles Beyer) et 1978 à Belfort (derrière Gilles Beyer et Michel Lotz).
Il représente son pays aux championnats du monde de 1976 à Göteborg, où il est le seul patineur français, terminant à la 13e place. Il dispute aussi les championnats d'Europe de 1977 à Helsinki.
Il n'est pas sélectionné par la fédération française des sports de glace pour participer aux Jeux olympiques d'hiver.
Il quitte les compétitions sportives après les championnats nationaux de 1978.

## Palmarès
| Compétitions principales            | 1973 | 1974 | 1975 | 1976 | 1977 | 1978 |
| Jeux olympiques d'hiver             |      |      |      |      |      |      |
| Championnats du monde               |      |      |      | 13e  |      |      |
| Championnats d’Europe               |      |      |      |      | A    |      |
| Championnats de France              | 3e   |      |      | 3e   | F    | 3e   |
| Légende : F = Forfait ; A = Abandon |      |      |      |      |      |      |